# Luis Villarejo
Luis Villarejo Ramírez (Madrid; 18 de noviembre de 1926-?; enero de 2015) fue un árbitro y entrenador de fútbol español nacionalizado puertorriqueño.

## Trayectoria
Llegó a Puerto Rico en 1956 y en 1966 se convirtió en árbitro. Dos años después, fue nombrado internacional por la FIFA y su primer partido fue el 28 de mayo, entre México contra Guatemala, que terminó con victoria mexicana de tres goles a uno en el Preolímpico de Concacaf de 1972.
Posteriormente, estuvo en el Campeonato de Naciones de la Concacaf de 1973 y en la clasificación de Concacaf para la Copa Mundial de Fútbol de 1978, mientras que al mismo tiempo era director técnico de la selección de Puerto Rico.
Su último año como árbitro fue en 1980, ya que después se ocupó en cargos como ser secretario o presidente de organizaciones relacionadas al fútbol.